# Karin Proidl
Karin Proidl war von 2013 bis 2017 österreichische Botschafterin in Buenos Aires mit Amtsbereich Argentinien, Uruguay und Paraguay.

## Universitäre Ausbildung
Karin Proidl erwarb ihren Doktor in Rechtswissenschaften an der Universität Wien. Außerdem erhielt sie das Diplôme d’Etudes Approfondies in Völkerrecht und Recht der Internationalen Organisationen von der Universität Paris.

## Berufliche Laufbahn
Karin Proidl war zwei Jahre auf Studien- und Arbeitsaufenthalt in Paris. Dort machte sie ein Praktikum in einer französischen Rechtsanwaltskanzlei. Seit Jänner 1992 ist sie Mitglied des österreichischen diplomatischen Dienstes. Zu Beginn war sie im Völkerrechtsbüro, in der Abteilung für allgemeines Völkerrecht und im Außenministerium tätig, sowie bei der ständigen Vertretung Österreichs beim Europarat in Straßburg. Von 1994 bis 1999 war sie eine Ständige Vertretung Österreichs bei den Vereinten Nationen in New York. Im Kabinett des Außenministers war sie von 1999 bis 2000. Dann war sie von 2000 bis 2001 im Völkerrechtsbüro in der Abteilung für Menschenrechte tätig. Außerdem war sie im Außenministerium und Leiterin des Referats für Fragen des internationalen Volksgruppen- und Minderheitenschutzes, der Nichtdiskriminierung sowie der internationalen Bekämpfung von Rassismus und Fremdenfeindlichkeit. Sie war von 2001 bis 2002 stellvertretende Direktorin des Österreichischen Kulturforums London. Stellvertretende Missionschefin in der Österreichischen Botschaft Tel Aviv war sie von 2002 bis 2005. Im Kabinett des Außenministers war sie von 2005 bis 2009. Von 2009 bis 2013 war sie Generalkonsulin der Republik Österreich in Los Angeles mit dem Zuständigkeitsbereich Westliche Vereinigte Staaten.